# Lifehouse Elements
Albums de Pete Townshend
Lifehouse Chronicles
(2000) Live: The Fillmore 1996
(2001)
Lifehouse Elements est une compilation de Pete Townshend sortie en 2000. Elle comprend dix titres provenant du coffret de six CD Lifehouse Chronicles, sorti la même année, plus une démo inédite de New Song.

## Titres
Toutes les chansons sont de Pete Townshend.
1. One Note (Prologue) – 1:26
2. Baba O'Riley – 9:36
3. Pure and Easy – 8:36
4. New Song – 5:00
5. Getting in Tune – 4:06
6. Behind Blue Eyes – 3:59
7. Let's See Action (Nothing Is Everything) – 6:16
8. Who Are You (Gateway Remix) – 9:05
9. Won't Get Fooled Again – 8:27
10. Baba M1 – 3:09
11. The Song Is Over – 5:43